# Blavet (Var)
Pour les articles homonymes, voir Blavet.
Le Blavet est une rivière française qui coule dans le département du Var, en région Provence-Alpes-Côte d'Azur, et un affluent du fleuve l'Argens.

## Géographie
Prenant sa source à Bagnols-en-Forêt, elle se jette dans l'Argens sur la commune de Roquebrune-sur-Argens, au sud de La Bouverie.

### Communes et cantons traversés
Dans le seul département du Var, le Blavet traverse les deux communes suivantes, dans deux cantons, de l'amont vers aval, de Bagnols-en-Forêt (source), et Roquebrune-sur-Argens confluence.
Soit en termes de cantons, le Blavet prend source dans le canton de Fréjus, et conflue dans le canton du Muy, dans le seul arrondissement de Draguignan.

## Affluents
Le Blavet a sept affluents, tous d'une longueur entre 1 et 2 km :
- Ruisseau de Mérian (Y5311080)
- Ruisseau du Plan Florent (Y5311100)
- Ruisseau de Ruel (Y5311120)
- Le Raphael (Y5311140)
- Ruisseau de la Fontaine des Anguilles (Y5310560) avec cinq affluents :
  - Vallon des Hubriagues (Y5311200) avec deux affluents :
    - le Vallon de Bennet
    - le Vallon des Laquets

  - Vallon de la Péguière (Y5311220)
  - La Capelle (Y5311240)
  - Ruisseau des Flacs (Y5311260)
  - Ruisseau de la Source (Y5311280)
- Ruisseau de la Fontaine des Arnoux (Y5311300)
- Le Grand Vallat (Y5311320)

Le rang de Strahler est donc de quatre.

## Aménagements et écologie

### Lieux typiques
Les gorges du Blavet, situées entre Bagnols-en-Forêt, et La Bouverie, renferment notamment une série de grottes, lieux de fouilles archéologiques ayant abouti à la découverte d' Homo erectus ou d' Homo sapiens. Plusieurs activités sportives sont pratiquées dans ses gorges, comme la randonnée pédestre ou l'escalade.